# Праростіно
Праростіно (окс. Prarustin, італ. Prarostino, п'єм. Prarostin) — муніципалітет в Італії, у регіоні П'ємонт,  метрополійне місто Турин.
Праростіно розташоване на відстані близько 540 км на північний захід від Рима, 45 км на південний захід від Турина.
Населення — 1261 особа (2014).
Покровитель — святий Варфоломій.

## Демографія
Населення за роками:

Станом на 1 січня 2023 року в муніципалітеті офіційно проживало 18 іноземців з 8 країн, серед них 15 громадян країн Євросоюзу.

## Сусідні муніципалітети
- Ангронья
- Брикеразіо
- Сан-Джермано-Кізоне
- Сан-Секондо-ді-Пінероло